# 克萊鎮區 (印地安納州亨德里克斯縣)
克萊鎮區（英語：Clay Township）是位於美國印地安納州亨德里克斯縣的一個行政鎮區。

## 地方資料
根據2010年美國人口普查的數據，克萊鎮區的面積為68.66平方千米，當中陸地面積為68.65平方千米，而水域面積為0.01平方千米。當地共有人口2256人，而人口密度為每平方千米32.86人。